# Kartage

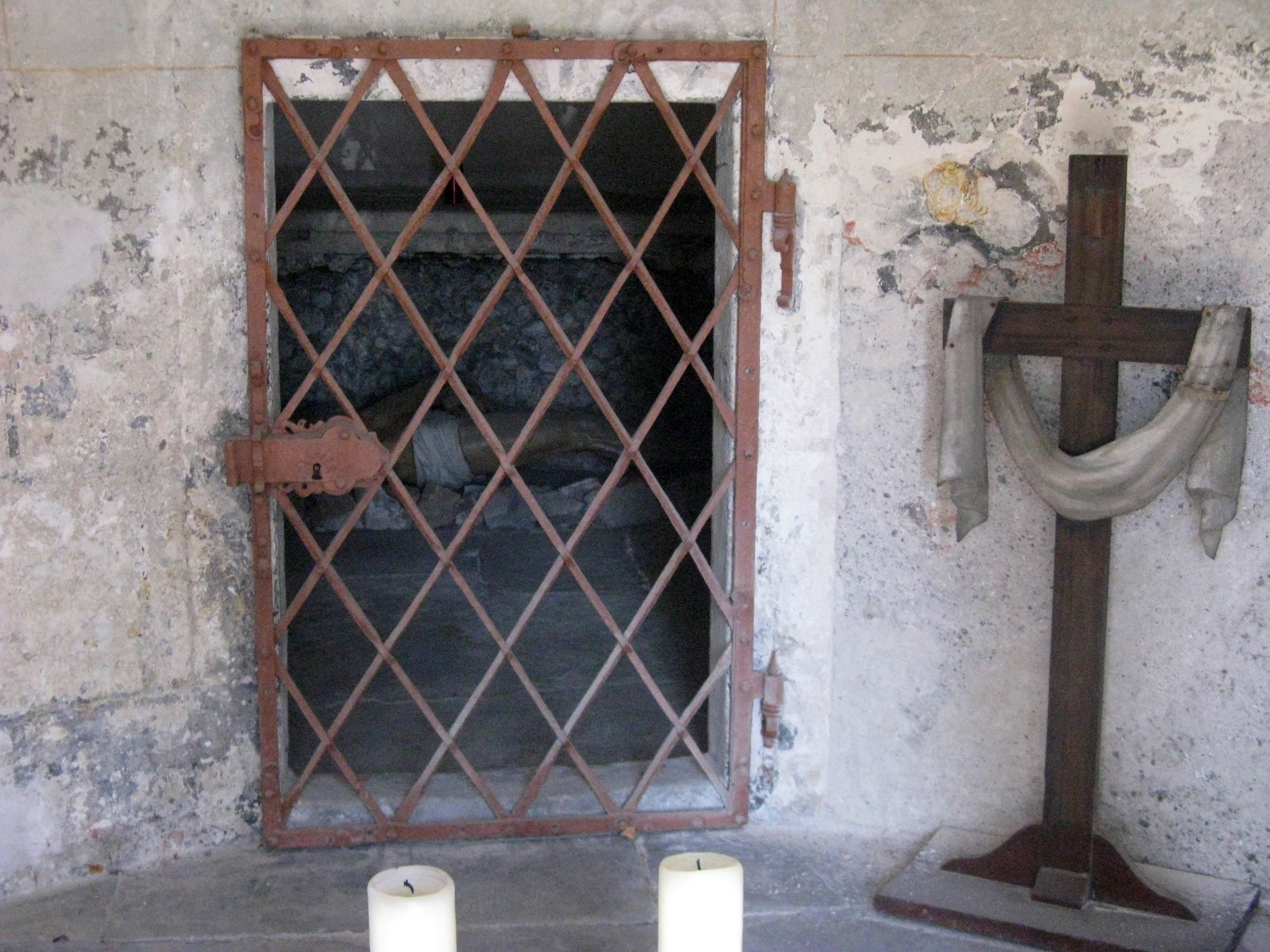
Kapelle zum Heiligen Grab auf dem Grazer Kalvarienberg

Als Kartage (v. althochdt.: kara = Klage, Kummer, Trauer) bezeichnet man im Kirchenjahr jene drei Tage der Karwoche, die in besonderem Maße der Betrachtung des Leidens und Sterbens Jesu Christi gewidmet sind. Es handelt sich um den Gründonnerstag, den Karfreitag und den Karsamstag. 
Volkstümlich ist der Begriff Kartage verbreitet. In der Theologie und der Liturgie wurde er vielfach durch die Bezeichnung Triduum Sacrum, Triduum paschale oder „österliches Triduum“ verdrängt, wobei sich die Bedeutungen nicht ganz decken; das Triduum umfasst den Zeitraum von der Feier des Letzten Abendmahls bis zur Vesper des Ostersonntags.
Die Kartage haben eine besondere Liturgie und sind auch von besonderem Brauchtum geprägt, in der katholischen Kirche etwa vom Gebet am sogenannten Heiligen Grab, das in vielen Pfarrgemeinden aufgebaut wird. Mancherorts wird das Gebet am Heiligen Grab als vierzigstündiges Gebet abgehalten.